# Liga de Campeones Femenina de la UEFA 2022-23
La Liga de Campeones Femenina de la UEFA 2022-23 fue la 22.ª edición de la competición y la 2.ª temporada desde que se implemento la fase de grupos de 16 clubes. La final se jugó en el Philips Stadion de Eindhoven, Países Bajos, siendo el ganador el F. C. Barcelona al vencer por 3-2 al Wolfsburgo, logrando así su segundo título.

## Asignación de equipos por asociación
73 equipos de 52 de las 55 federaciones miembro de la UEFA participan en la Liga de Campeones femenina 2022-23 La clasificación de la asociación basada en los coeficientes de país de la UEFA se usa para determinar el número de equipos participantes para cada asociación:
- Las asociaciones 1–6 tienen tres equipos clasificados.
- Las asociaciones 7–16 tienen dos equipos clasificados.
- Las asociaciones 17–52 (excepto Rusia) tienen un equipo clasificado.
- Al ganador de la Liga de Campeones Femenina de la UEFA 2021-22 se le otorgará una plaza adicional si no accede a la Liga de Campeones 2022-23 a través de su liga local.

### Clasificación de la asociación
Para la Liga de Campeones Femenina 2022-23, a las asociaciones se les asignan plazas de acuerdo con sus coeficientes de país de la UEFA 2021, que toma en cuenta su rendimiento en las competiciones europeas de 2016-17 a 2020-21.
| Clasif. | Asociación      | Coef.  | Equipos |
| ------- | --------------- | ------ | ------- |
| 1       | Francia         | 92.000 | 3       |
| 2       | Alemania        | 75.500 |         |
| 3       | Inglaterra      | 68.500 |         |
| 4       | España          | 64.000 |         |
| 5       | Suecia          | 45.000 |         |
| 6       | República Checa | 36.500 |         |
| 7       | Dinamarca       | 34.500 | 2       |
| 8       | Países Bajos    | 30.000 |         |
| 9       | Kazajistán      | 28.500 |         |
| 10      | Italia          | 26.000 |         |
| 11      | Islandia        | 25.000 |         |
| 12      | Noruega         | 24.000 |         |
| 13      | Escocia         | 23.000 |         |
| 14      | Suiza           | 23.000 |         |
| 15      | Bielorrusia     | 21.000 |         |
| 16      | Austria         | 20.000 |         |
| 17      | Rusia           | 17.500 | 0       |
| 18      | Chipre          | 16.000 | 1       |
| 19      | Lituania        | 15.500 |         |

| Clasif. | Asociación           | Coef.  | Equipos |
| ------- | -------------------- | ------ | ------- |
| 20      | Serbia               | 14.500 | 1       |
| 21      | Polonia              | 14.500 | 1       |
| 22      | Ucrania              | 13.000 | 1       |
| 23      | Portugal             | 13.000 | 1       |
| 24      | Bosnia y Herzegovina | 12.000 | 1       |
| 25      | Bélgica              | 11.500 | 1       |
| 26      | Rumania              | 10.000 | 1       |
| 27      | Albania              | 9.000  | 1       |
| 28      | Hungría              | 9.000  | 1       |
| 29      | Finlandia            | 8.500  | 1       |
| 30      | Turquía              | 7.500  | 1       |
| 31      | Grecia               | 7.500  | 1       |
| 32      | Eslovenia            | 7.000  | 1       |
| 33      | Croacia              | 7.000  | 1       |
| 34      | Irlanda              | 6.500  | 1       |
| 35      | Kosovo               | 5.000  | 1       |
| 36      | Eslovaquia           | 5.000  | 1       |
| 37      | Israel               | 5.000  | 1       |

| Clasif. | Asociación          | Coef. | Equipos |
| ------- | ------------------- | ----- | ------- |
| 38      | Bulgaria            | 4.500 | 1       |
| 39      | Gales               | 4.500 | 1       |
| 40      | Estonia             | 4.500 | 1       |
| 41      | Montenegro          | 4.000 | 1       |
| 42      | Georgia             | 3.000 | 1       |
| 43      | Islas Feroe         | 3.000 | 1       |
| 44      | Irlanda del Norte   | 2.000 | 1       |
| 45      | Malta               | 1.500 | 1       |
| 46      | Moldavia            | 1.500 | 1       |
| 47      | Armenia             | 1.000 | 1       |
| 48      | Letonia             | 1.000 | 1       |
| 49      | Macedonia del Norte | 1.000 | 1       |
| 50      | Luxemburgo          | 1.000 | 1       |
| 51      | Azerbaiyán          | 0.000 | 1       |
| 52      | Gibraltar           | 0.000 | 1       |
| SC      | Andorra             | —     | NL      |
| SC      | Liechtenstein       | —     | NL      |
| SC      | San Marino          | —     | NL      |

### Distribución
|                                             |                                             | Equipos que entran en esta fase                                                                            | Equipos que provienen de la fase anterior                                                  |
| ------------------------------------------- | ------------------------------------------- | --- | ------------------------------------------------------------------------------------------ |
| Ronda preliminar (en caso de ser necesaria) | Ronda preliminar (en caso de ser necesaria) | - 2 campeones de las asociaciones 51–52                                                                    |                                                                                            |
| Ronda 1 (Mini-torneos)                      | Ruta de Campeones (44 equipos)              | - 43 campeones de las asociaciones 7–50 (excepto Rusia)                                                    | - 1 ganador de la ronda preliminar                                                         |
| Ronda 1 (Mini-torneos)                      | Ruta de Liga (16 equipos)                   | - 6 equipos en tercer lugar de las asociaciones 1–6 - 10 equipos en segundo lugar de las asociaciones 7–16 |                                                                                            |
| Ronda 2                                     | Ruta de Campeones (14 equipos)              | - 3 campeones de las asociaciones 4–6                                                                      | - 11 ganadores de la Ronda 1 (Ruta de Campeones)                                           |
| Ronda 2                                     | Ruta de Liga (10 equipos)                   | - 6 equipos en segundo lugar de las asociaciones 1–6                                                       | - 4 campeones de la Ronda 1 (Ruta de Liga)                                                 |
| Fase de grupos (16 equipos)                 | Fase de grupos (16 equipos)                 | - Campeón vigente - 3 campeones de las asociaciones 1–3                                                    | - 7 ganadores de la Ronda 2 (Ruta de Campeones) - 5 ganadores de la Ronda 2 (Ruta de Liga) |
| Fase eliminatoria (8 equipos)               | Fase eliminatoria (8 equipos)               | | - 4 ganadores de grupo de la Fase de grupos - 4 segundos de grupo de la Fase de grupos     |

## Participantes
|                |                   | Equipos                   | Equipos                   | Equipos                | Equipos                |
| -------------- | ----------------- | ------------------------- | ------------------------- | ---------------------- | ---------------------- |
| Fase de grupos | Fase de grupos    | Olympique de Lyon (1.º)CV | Wolfsburgo (1.º)          | Chelsea (1.º)          | Barcelona (1.º)        |
|                |                   |                           |                           |                        |                        |
| Ronda 2        | Ruta de campeones | Rosengård (1.º)           | Slavia Praga (1.º)        | Køge (1.º)             |                        |
| Ronda 2        | Ruta de Liga      | Paris Saint-Germain (2.º) | Bayern de Múnich (2.º)    | Arsenal (2.º)          | Real Sociedad (2.º)    |
| Ronda 2        | Ruta de Liga      | Häcken (2.º)              | Sparta Praga (2.º)        |                        |                        |
|                |                   |                           |                           |                        |                        |
| Ronda 1        | Ruta de Campeones |                           |                           |                        |                        |
| Ronda 1        | Ruta de Campeones | Twente (1.º)              | Kazygurt (1.º)            | Juventus (1.º)         | Valur (1.º)            |
| Ronda 1        | Ruta de Campeones | Brann (1.º)               | Rangers (1.º)             | Zürich (1.º)           | Dinamo Minsk (1.º)     |
| Ronda 1        | Ruta de Campeones | St. Pölten (1.º)          | Apollon Limassol (1.º)    | Gintra (1.º)           | Spartak Subotica (1.º) |
| Ronda 1        | Ruta de Campeones | Łódź (1.º)                | Zhytlobud-2 Járkov (1.º)  | Benfica (1.º)          | Sarajevo (1.º)         |
| Ronda 1        | Ruta de Campeones | Anderlecht (1.º)          | Olimpia Cluj (1.º)        | Vllaznia (1.º)         | Ferencváros (1.º)      |
| Ronda 1        | Ruta de Campeones | KuPS (1.º)                | ALG Spor (1.º)            | PAOK (1.º)             | Pomurje (1.º)          |
| Ronda 1        | Ruta de Campeones | Split (1.º)               | Shelbourne (1.º)          | Hajvalia (1.º)         | Spartak Myjava (1.º)   |
| Ronda 1        | Ruta de Campeones | Kiryat Gat (1.º)          | Lokomotiv Stara (1.º)     | Swansea City (1.º)     | Flora (1.º)            |
| Ronda 1        | Ruta de Campeones | Breznica (1.º)            | Lanchkhuti (1.º)          | KÍ (1.º)               | Glentoran (1.º)        |
| Ronda 1        | Ruta de Campeones | Birkirkara (1.º)          | Maksimum Cahul (1.º)      | Rīgas FS (1.º)         | Ljuboten (1.º)         |
| Ronda 1        | Ruta de Campeones | Racing Union (1.º)        | Hayasa (1.º)              |                        |                        |
| Ronda 1        | Ruta de Liga      | Paris (3.º)               | Eintracht Fráncfort (3.º) | Manchester City (3.º)  | Real Madrid (3.º)      |
| Ronda 1        | Ruta de Liga      | Kristianstads (3.º)       | Slovácko (3.º)            | Fortuna Hjørring (2.º) | Ajax (2.º)             |
| Ronda 1        | Ruta de Liga      | Tomiris-Turan (2.º)       | Roma (2.º)                | Breiðablik (2.º)       | Rosenborg (2.º)        |
| Ronda 1        | Ruta de Liga      | Glasgow City (2.º)        | Servette (2.º)            | Minsk (2.º)            | Sturm Graz (2.º)       |

Leyenda:
CV: campeón vigente de la Liga de Campeones
N.º: Posición de liga.

## Calendario
El calendario de la competición es el siguiente, todos los sorteos se llevan a cabo en la sede de la UEFA en Nyon, Suiza.
| Fase              | Ronda            | Sorteo                                    | Ida                                                                               | Vuelta                                                                            |
| ----------------- | ---------------- | ----------------------------------------- | --------------------------------------------------------------------------------- | --------------------------------------------------------------------------------- |
| Clasificación     | Ronda preliminar | 24 de junio de 2022, 13:00 hrs. (HEC)     | 27-28 de julio de 2022                                                            | 3-4 de agosto de 2022                                                             |
| Clasificación     | Primera ronda    | 24 de junio de 2022, 13:00 hrs. (HEC)     | 18 de agosto de 2022 (Semifinales)                                                | 21 de agosto de 2022 (3° Lugar y Final)                                           |
| Clasificación     | Segunda ronda    | 1 de septiembre de 2022, 13:00 hrs. (HEC) | 20–21 de septiembre de 2022                                                       | 28-29 de septiembre de 2022                                                       |
| Fase de grupos    | Jornada 1        | 3 de octubre de 2022, 13:00 hrs. (HEC)    | 19–20 de octubre de 2022                                                          | 19–20 de octubre de 2022                                                          |
| Fase de grupos    | Jornada 2        | 3 de octubre de 2022, 13:00 hrs. (HEC)    | 26–27 de octubre de 2022                                                          | 26–27 de octubre de 2022                                                          |
| Fase de grupos    | Jornada 3        | 3 de octubre de 2022, 13:00 hrs. (HEC)    | 23–24 de noviembre de 2022                                                        | 23–24 de noviembre de 2022                                                        |
| Fase de grupos    | Jornada 4        | 3 de octubre de 2022, 13:00 hrs. (HEC)    | 7–8 de diciembre de 2022                                                          | 7–8 de diciembre de 2022                                                          |
| Fase de grupos    | Jornada 5        | 3 de octubre de 2022, 13:00 hrs. (HEC)    | 15–16 de diciembre de 2022                                                        | 15–16 de diciembre de 2022                                                        |
| Fase de grupos    | Jornada 6        | 3 de octubre de 2022, 13:00 hrs. (HEC)    | 21–22 de diciembre de 2022                                                        | 21–22 de diciembre de 2022                                                        |
| Fase eliminatoria | Cuartos          | 10 de febrero de 2023, 13:00 hrs. (HEC)   | 21–22 de marzo de 2023                                                            | 29–30 de marzo de 2023                                                            |
| Fase eliminatoria | Semifinales      | 10 de febrero de 2023, 13:00 hrs. (HEC)   | 22–23 de abril de 2023                                                            | 29–30 de abril de 2023                                                            |
| Fase eliminatoria | Final            | 10 de febrero de 2023, 13:00 hrs. (HEC)   | 3 de junio de 2023, 18:00 hrs. (HEC) en el PSV Stadion en Eindhoven, Países Bajos | 3 de junio de 2023, 18:00 hrs. (HEC) en el PSV Stadion en Eindhoven, Países Bajos |

1. ↑  Si fuera necesario.
2. ↑  Mini-torneo clasificatorio en sede única.

## Fase de clasificación

### Ronda 1
La Ronda 1 de la Fase de clasificación se divide en dos secciones: Ruta de Campeones (para los campeones de la liga) y Ruta de Liga (para los no campeones de la liga). Cada cuatro equipos disputan un mini torneo, dos semifinales, final y tercer lugar; el ganador de la final de cada mini torneo accede a la Ronda 2. Un total de 58 equipos participan en la primera ronda de clasificación.
| Equipo 1         | Resultado            | Equipo 2           |
| ---------------- | -------------------- | ------------------ |
| Valur            | 3–0                  | Shelbourne         |
| PAOK             | 0–4                  | Rangers            |
| Kazygurt         | 0–2                  | Zhytlobud-2 Járkov |
| Zürich           | 1–0                  | Apollon Limassol   |
| Anderlecht       | 2–2 (t. s.) (3:4 p.) | KuPS               |
| Juventus         | 3–1                  | Kiryat Gat         |
| Sarajevo         | 2–1                  | Olimpia Cluj       |
| Twente           | 1–2                  | Benfica            |
| St. Pölten       | 3–0                  | Dinamo Minsk       |
| Vllaznia         | 1–0                  | Spartak Myjava     |
| Spartak Subotica | 1–3                  | Brann              |

| Equipo 1        | Resultado            | Equipo 2            |
| --------------- | -------------------- | ------------------- |
| Paris           | 0–0 (t. s.) (4:5 p.) | Roma                |
| Minsk           | 0–1                  | Rosenborg           |
| Ajax            | 2–1                  | Eintracht Fráncfort |
| Manchester City | 0–1                  | Real Madrid         |

### Ronda 2
La Ronda 2 de la Fase de clasificación se divide en dos secciones: Ruta de Campeones (para los campeones de la liga) y Ruta de Liga (para los no campeones de la liga). Un total de 24 equipos participaron en la segunda ronda de clasificación.
El sorteo de la Ronda 2 se llevó a cabo el 1 de septiembre de 2022 a las 13:00 CEST.
| Equipo 1           | Agr.        | Equipo 2     | Ida | Vuelta |
| ------------------ | ----------- | ------------ | --- | ------ |
| Zhytlobud-2 Járkov | 2–3         | Vllaznia     | 1–1 | 1–2    |
| Sarajevo           | 0–10        | Zürich       | 0–7 | 0–3    |
| Rangers            | 3–5 (t. s.) | Benfica      | 2–3 | 1–2    |
| KuPS               | 2 – 3       | St. Pölten   | 0–1 | 2–2    |
| Valur              | 0–1         | Slavia Praga | 0–1 | 0–0    |
| Brann              | 2–4         | Rosengård    | 1–1 | 1–3    |
| Køge               | 1–3         | Juventus     | 1–1 | 0–2    |

| Equipo 1            | Agr. | Equipo 2      | Ida | Vuelta |
| ------------------- | ---- | ------------- | --- | ------ |
| Arsenal             | 3–2  | Ajax          | 2–2 | 1–0    |
| Paris Saint-Germain | 4–1  | Häcken        | 2–1 | 2–0    |
| Real Sociedad       | 1–4  | Bayern Múnich | 0–1 | 1–3    |
| Rosenborg           | 1–5  | Real Madrid   | 0–3 | 1–2    |
| Sparta Praga        | 2–6  | Roma          | 1–2 | 1–4    |

## Fase de grupos
Los 16 equipos se dividen en cuatro grupos de cuatro, con la restricción de que los equipos de la misma asociación, así como los equipos de Rusia y Ucrania no pueden enfrentarse entre sí. Para el sorteo, los equipos se dividen en cuatro bombos.
- El bombo 1 contiene a los campeones de la Liga de Campeones y a los campeones de las ligas de las tres mejores asociaciones según el coeficiente de países de la UEFA (están ordenados de acuerdo al Coeficiente UEFA de clubes por países). Si uno o ambos equipos campeones de la Liga de Campeones y Liga Europa también son campeones de las ligas de las asociaciones principales, los campeones de las ligas de las siguientes asociaciones con mejor clasificación también se clasifican para el bombo 1.

- Los bombos 2, 3 y 4 contienen los equipos restantes, ordenados en función de sus coeficientes de clubes de la UEFA.

En cada grupo, los equipos juegan unos contra otros en casa y fuera en un formato de todos contra todos. Los ganadores de grupo y los subcampeones avanzan a la ronda de cuartos de final.
| Bombo 1                                                                                          | Bombo 2                                                                                               | Bombo 3                                                                               | Bombo 4                                                                 |
| ------------------------------------------------------------------------------------------------ | --- | ------------------------------------------------------------------------------------- | ----------------------------------------------------------------------- |
| Olympique de Lyon CV CC: 128.466 Barcelona CC: 112.033 Wolfsburgo CC: 102.133 Chelsea CC: 78.000 | Paris Saint-Germain CC: 85.666 Bayern de Múnich CC: 84.133 Slavia Praga CC: 47.366 Arsenal CC: 39.200 | Rosengård CC: 38.600 Juventus CC: 30.900 Real Madrid CC: 26.233 St. Pölten CC: 25.700 | Zürich CC: 22.500 Vllaznia CC: 14.400 Benfica CC: 13.600 Roma CC: 5.900 |

- CV: accede como cabeza de serie por ser el club campeón de la Liga de Campeones Femenina 2021-22.

Leyendas
     — Clasificados a Fases Eliminatorias
     — Eliminados

### Grupo A
| Equipo                    | Pts. | PJ | PG | PE | PP | GF | GC | Dif. | Notas                     |
| ------------------------- | ---- | -- | -- | -- | -- | -- | -- | ---- | ------------------------- |
| Chelsea F. C.             | 16   | 6  | 5  | 1  | 0  | 19 | 1  | 18   | Acceso a cuartos de final |
| París Saint-Germain F. C. | 10   | 6  | 3  | 1  | 2  | 11 | 5  | 6    | Acceso a cuartos de final |
| Real Madrid C. F.         | 8    | 6  | 2  | 2  | 2  | 9  | 6  | 3    |                           |
| K. F. Vllaznia            | 0    | 6  | 0  | 0  | 6  | 1  | 28 | -27  |                           |

|     | CHE   | PSG   | RMA   | VLZ   |
| --- | ----- | ----- | ----- | ----- |
| CHE |       | 3 – 0 | 2 – 0 | 8 – 0 |
| PSG | 0 – 1 |       | 2 – 1 | 5 – 0 |
| RMA | 1 – 1 | 0 – 0 |       | 5 – 1 |
| VLZ | 0 – 4 | 0 – 4 | 0 – 2 |       |

### Grupo B
| Equipo             | Pts. | PJ | PG | PE | PP | GF | GC | Dif. | Notas                     |
| ------------------ | ---- | -- | -- | -- | -- | -- | -- | ---- | ------------------------- |
| VfL Wolfsburgo     | 14   | 6  | 4  | 2  | 0  | 19 | 5  | 14   | Acceso a cuartos de final |
| A. S. Roma         | 13   | 6  | 4  | 1  | 1  | 16 | 8  | 8    | Acceso a cuartos de final |
| SKN St. Pölten     | 4    | 6  | 1  | 1  | 4  | 7  | 22 | -15  |                           |
| S. K. Slavia Praga | 2    | 6  | 0  | 2  | 4  | 1  | 8  | -7   |                           |

|     | WOL   | SLA   | SKN   | ROM   |
| --- | ----- | ----- | ----- | ----- |
| WOL |       | 0 – 0 | 4 – 0 | 4 – 2 |
| SLA | 0 – 2 |       | 0 – 1 | 0 – 3 |
| SKN | 2 – 8 | 1 – 1 |       | 3 – 4 |
| ROM | 1 – 1 | 1 – 0 | 5 – 0 |       |

### Grupo C
| Equipo            | Pts. | PJ | PG | PE | PP | GF | GC | Dif. | Notas                     |
| ----------------- | ---- | -- | -- | -- | -- | -- | -- | ---- | ------------------------- |
| Arsenal F. C.     | 13   | 6  | 4  | 1  | 1  | 19 | 5  | 14   | Acceso a cuartos de final |
| Olympique de Lyon | 11   | 6  | 3  | 2  | 1  | 10 | 6  | 4    | Acceso a cuartos de final |
| Juventus F. C.    | 9    | 6  | 2  | 3  | 1  | 9  | 3  | 6    |                           |
| F. C. Zürich      | 0    | 6  | 0  | 0  | 6  | 2  | 26 | -24  |                           |

|     | LYO   | ARS   | JUV   | ZUR   |
| --- | ----- | ----- | ----- | ----- |
| LYO |       | 1 – 5 | 0 – 0 | 4 – 0 |
| ARS | 0 – 1 |       | 1 – 0 | 3 – 1 |
| JUV | 1 – 1 | 1 – 1 |       | 5 – 0 |
| ZUR | 0 – 3 | 1 – 9 | 0 – 2 |       |

### Grupo D
| Equipo              | Pts. | PJ | PG | PE | PP | GF | GC | Dif. | Notas                     |
| ------------------- | ---- | -- | -- | -- | -- | -- | -- | ---- | ------------------------- |
| F. C. Barcelona     | 15   | 6  | 5  | 0  | 1  | 29 | 6  | 23   | Acceso a cuartos de final |
| F. C. Bayern Múnich | 15   | 6  | 5  | 0  | 1  | 14 | 7  | 7    | Acceso a cuartos de final |
| S. L. Benfica       | 6    | 6  | 2  | 0  | 4  | 8  | 21 | -13  |                           |
| F. C. Rosengård     | 0    | 6  | 0  | 0  | 6  | 3  | 20 | -17  |                           |

|     | BAR   | BAY   | ROS   | BEN   |
| --- | ----- | ----- | ----- | ----- |
| BAR |       | 3 – 0 | 6 – 0 | 9 – 0 |
| BAY | 3 – 1 |       | 2 – 1 | 2 – 0 |
| ROS | 1 – 4 | 0 – 4 |       | 1 – 3 |
| BEN | 2 – 6 | 2 – 3 | 1 – 0 |       |

## Fase eliminatoria
En la fase eliminatoria, los equipos juegan uno contra el otro en dos partidos, uno en casa y otro como visitante, a excepción de la final a un partido. El mecanismo de los sorteos para cada ronda es el siguiente:
- En el sorteo de los cuartos de final, los cuatro ganadores de grupo son cabezas de serie, y los cuatro segundos de grupo no lo son. Los cabezas de serie se enfrentan a un segundo de grupo, jugando el partido de vuelta en casa. Los equipos del mismo grupo no se pueden enfrentar, sin embargo, los de la misma asociación si.
- En los sorteos de las semifinales y final, no hay cabezas de serie. Los equipos del mismo grupo o la misma asociación se pueden enfrentar entre sí.

| Grupo | Bombo 1 (Líderes de grupo) | Bombo 2 (Segundos de grupo) |
| ----- | -------------------------- | --------------------------- |
| A     | Chelsea F. C.              | París Saint-Germain F. C.   |
| B     | VfL Wolfsburgo             | Roma                        |
| C     | Arsenal F. C.              | Olympique de Lyon           |
| D     | F. C. Barcelona            | F. C. Bayern                |

### Eliminatorias
|  | Cuartos de final                                                 | Cuartos de final                                                 | Cuartos de final                                                 | Cuartos de final                                                 |   |                    | Semifinales                                                      | Semifinales                                                      | Semifinales                                                      | Semifinales                                                      |  |           | Final                                         | Final                                         |  |
|  | 21 y 22 de marzo de 2023 (ida) 29 y 30 de marzo de 2023 (vuelta) | 21 y 22 de marzo de 2023 (ida) 29 y 30 de marzo de 2023 (vuelta) | 21 y 22 de marzo de 2023 (ida) 29 y 30 de marzo de 2023 (vuelta) | 21 y 22 de marzo de 2023 (ida) 29 y 30 de marzo de 2023 (vuelta) |   |                    | 22 y 23 de abril de 2023 (ida) 29 y 30 de abril de 2023 (vuelta) | 22 y 23 de abril de 2023 (ida) 29 y 30 de abril de 2023 (vuelta) | 22 y 23 de abril de 2023 (ida) 29 y 30 de abril de 2023 (vuelta) | 22 y 23 de abril de 2023 (ida) 29 y 30 de abril de 2023 (vuelta) |  |           | 3 de junio de 2023 Philips Stadion, Eindhoven | 3 de junio de 2023 Philips Stadion, Eindhoven |  |
|  |                                                                  |                                                                  |                                                                  |                                                                  |   |                    |                                                                  |                                                                  |                                                                  |                                                                  |  |           |                                               |                                               |  |
|  |                                                                  |                                                                  |                                                                  |                                                                  |   |                    |                                                                  |                                                                  |                                                                  |                                                                  |  |           |                                               |                                               |  |
|  | Olympique de Lyon                                                | 0                                                                | 2                                                                | 2 (3)                                                            |   |                    |                                                                  |                                                                  |                                                                  |                                                                  |  |           |                                               |                                               |  |
|  | Olympique de Lyon                                                | 0                                                                | 2                                                                | 2 (3)                                                            |   |                    |                                                                  |                                                                  |                                                                  |                                                                  |  |           |                                               |                                               |  |
|  | Chelsea (p.)                                                     | 1                                                                | 1                                                                | 2 (4)                                                            |   |                    |                                                                  |                                                                  |                                                                  |                                                                  |  |           |                                               |                                               |  |
|  | Chelsea (p.)                                                     | 1                                                                | 1                                                                | 2 (4)                                                            |   | Chelsea            | 0                                                                | 1                                                                | 1                                                                |                                                                  |  |           |                                               |                                               |  |
|  |                                                                  |                                                                  |                                                                  |                                                                  |   | Chelsea            | 0                                                                | 1                                                                | 1                                                                |                                                                  |  |           |                                               |                                               |  |
|  |                                                                  |                                                                  | Barcelona                                                        | 1                                                                | 1 | 2                  |                                                                  |                                                                  |                                                                  |                                                                  |  |           |                                               |                                               |  |
|  | Roma                                                             | 0                                                                | Barcelona                                                        | 1                                                                | 1 | 2                  | 1                                                                | 1                                                                |                                                                  |                                                                  |  |           |                                               |                                               |  |
|  | Roma                                                             | 0                                                                |                                                                  |                                                                  |   |                    |                                                                  |                                                                  |                                                                  |                                                                  |  |           |                                               |                                               |  |
|  | Barcelona                                                        | 1                                                                | 5                                                                | 6                                                                |   |                    |                                                                  |                                                                  |                                                                  |                                                                  |  |           |                                               |                                               |  |
|  | Barcelona                                                        | 1                                                                | 5                                                                | 6                                                                |   |                    |                                                                  |                                                                  |                                                                  |                                                                  |  | Barcelona | 3                                             |                                               |  |
|  |                                                                  |                                                                  |                                                                  |                                                                  |   |                    |                                                                  |                                                                  |                                                                  |                                                                  |  | Barcelona | 3                                             |                                               |  |
|  |                                                                  |                                                                  | Wolfsburgo                                                       | 2                                                                |   |                    |                                                                  |                                                                  |                                                                  |                                                                  |  |           |                                               |                                               |  |
|  | Paris Saint-Germain                                              | 0                                                                | Wolfsburgo                                                       | 2                                                                | 1 | 1                  |                                                                  |                                                                  |                                                                  |                                                                  |  |           |                                               |                                               |  |
|  | Paris Saint-Germain                                              | 0                                                                |                                                                  |                                                                  |   |                    |                                                                  |                                                                  |                                                                  |                                                                  |  |           |                                               |                                               |  |
|  | Wolfsburgo                                                       | 1                                                                | 1                                                                | 2                                                                |   |                    |                                                                  |                                                                  |                                                                  |                                                                  |  |           |                                               |                                               |  |
|  | Wolfsburgo                                                       | 1                                                                | 1                                                                | 2                                                                |   | Wolfsburgo (t. s.) | 2                                                                | 3                                                                | 5                                                                |                                                                  |  |           |                                               |                                               |  |
|  |                                                                  |                                                                  |                                                                  |                                                                  |   | Wolfsburgo (t. s.) | 2                                                                | 3                                                                | 5                                                                |                                                                  |  |           |                                               |                                               |  |
|  |                                                                  |                                                                  | Arsenal                                                          | 2                                                                | 2 | 4                  |                                                                  |                                                                  |                                                                  |                                                                  |  |           |                                               |                                               |  |
|  | Bayern de Múnich                                                 | 1                                                                | Arsenal                                                          | 2                                                                | 2 | 4                  | 0                                                                | 1                                                                |                                                                  |                                                                  |  |           |                                               |                                               |  |
|  | Bayern de Múnich                                                 | 1                                                                |                                                                  |                                                                  |   |                    |                                                                  |                                                                  |                                                                  |                                                                  |  |           |                                               |                                               |  |
|  | Arsenal                                                          | 0                                                                | 2                                                                | 2                                                                |   |                    |                                                                  |                                                                  |                                                                  |                                                                  |  |           |                                               |                                               |  |
|  | Arsenal                                                          | 0                                                                | 2                                                                | 2                                                                |   |                    |                                                                  |                                                                  |                                                                  |                                                                  |  |           |                                               |                                               |  |
|  |                                                                  |                                                                  |                                                                  |                                                                  |   |                    |                                                                  |                                                                  |                                                                  |                                                                  |  |           |                                               |                                               |  |

### Cuartos de final
| Equipo 1            | Agr.         | Equipo 2   | Ida | Vuelta      |
| ------------------- | ------------ | ---------- | --- | ----------- |
| Bayern Múnich       | 1–2          | Arsenal    | 1–0 | 0–2         |
| Olympique de Lyon   | 2–2 (3:4 p.) | Chelsea    | 0–1 | 2–1 (t. s.) |
| Roma                | 1–6          | Barcelona  | 0–1 | 1–5         |
| París Saint-Germain | 1–2          | Wolfsburgo | 0–1 | 1–1         |

### Semifinales
| Equipo 1   | Agr.        | Equipo 2  | Ida | Vuelta      |
| ---------- | ----------- | --------- | --- | ----------- |
| Wolfsburgo | 5–4 (t. s.) | Arsenal   | 2–2 | 3–2 (t. s.) |
| Chelsea    | 1–2         | Barcelona | 0–1 | 1–1         |

### Final
| 1     | POR   | Sandra Paños           |     |
| 15    | DEF   | Lucy Bronze            |     |
| 2     | DEF   | Irene Paredes          |     |
| 4     | DEF   | María Pilar León       |     |
| 16    | DEF   | Fridolina Rolfö        |     |
| 21    | MED   | Keira Walsh            | 90' |
| 14    | MED   | Aitana Bonmatí         | 90' |
| 12    | MED   | Patri Guijarro         |     |
| 10    | DEL   | Caroline Graham Hansen | 79' |
| 9     | DEL   | Mariona Caldentey      | 79' |
| 17    | DEL   | Salma Paralluelo       | 70' |
| D. T. | D. T. | Jonatan Giráldez       |     |

| 1     | POR   | Merle Frohms        |     |
| 2     | DEF   | Lynn Wilms          | 84' |
| 4     | DEF   | Kathrin Hendrich    |     |
| 6     | DEF   | Dominique Janssen   |     |
| 13    | DEF   | Felicitas Rauch     |     |
| 5     | MED   | Lena Oberdorf       |     |
| 14    | MED   | Jill Roord          | 71' |
| 10    | MED   | Svenja Huth         |     |
| 23    | DEL   | Sveindís Jónsdóttir |     |
| 11    | DEL   | Alexandra Popp      |     |
| 9     | DEL   | Ewa Pajor           | 84' |
| D. T. | D. T. | Tommy Stroot        |     |

| 18 | DEL | Geyse                  | 70' |
| 6  | DEL | Claudia Pina           | 79' |
| 7  | DEL | Ana-Maria Crnogorčević | 79' |
| 11 | MED | Alexia Putellas        | 90' |
| 23 | MED | Ingrid Syrstad Engen   | 90' |

| 8  | MED | Lena Lattwein   | 71' |
| 31 | DEF | Marina Hegering | 84' |
| 7  | DEL | Pauline Bremer  | 84' |

| 48' · 50' · 70' | Patri Guijarro Fridolina Rolfö | 1:2 2:2 3:2 |

| 3' · 37' | Ewa Pajor Alexandra Popp | 0:1 0:2 |

| 33' · 90+4' | Aitana Bonmatí Irene Paredes |

| 21' · 77' · 90+4' | Kathrin Hendrich Sveindís Jónsdóttir Alexandra Popp |

| Principal  | Cheryl Foster    |
| Asistentes | Michelle O'Neill |
|            | Franca Overtoom  |
| Cuarto     | Rebecca Welch    |
| Quinto     | Natalie Aspinall |

| VAR            | Massimiliano Irrati        |
| Asistentes VAR | Sian Massey-Ellis          |
|                | Maria Sole Ferrieri Caputi |

|                    |     |     |
| Tiros              | 26  | 8   |
| Tiros a puerta     | 7   | 6   |
| Faltas             | 7   | 13  |
| Saques de esquina  | 5   | 1   |
| Fueras de juego    | 2   | 1   |
| Posesión del balón | 61% | 39% |

| Alineación inicial |

| 1     | POR   | Sandra Paños           |     |
| 15    | DEF   | Lucy Bronze            |     |
| 2     | DEF   | Irene Paredes          |     |
| 4     | DEF   | María Pilar León       |     |
| 16    | DEF   | Fridolina Rolfö        |     |
| 21    | MED   | Keira Walsh            | 90' |
| 14    | MED   | Aitana Bonmatí         | 90' |
| 12    | MED   | Patri Guijarro         |     |
| 10    | DEL   | Caroline Graham Hansen | 79' |
| 9     | DEL   | Mariona Caldentey      | 79' |
| 17    | DEL   | Salma Paralluelo       | 70' |
| D. T. | D. T. | Jonatan Giráldez       |     |

| 1     | POR   | Merle Frohms        |     |
| 2     | DEF   | Lynn Wilms          | 84' |
| 4     | DEF   | Kathrin Hendrich    |     |
| 6     | DEF   | Dominique Janssen   |     |
| 13    | DEF   | Felicitas Rauch     |     |
| 5     | MED   | Lena Oberdorf       |     |
| 14    | MED   | Jill Roord          | 71' |
| 10    | MED   | Svenja Huth         |     |
| 23    | DEL   | Sveindís Jónsdóttir |     |
| 11    | DEL   | Alexandra Popp      |     |
| 9     | DEL   | Ewa Pajor           | 84' |
| D. T. | D. T. | Tommy Stroot        |     |

| 18 | DEL | Geyse                  | 70' |
| 6  | DEL | Claudia Pina           | 79' |
| 7  | DEL | Ana-Maria Crnogorčević | 79' |
| 11 | MED | Alexia Putellas        | 90' |
| 23 | MED | Ingrid Syrstad Engen   | 90' |

| 8  | MED | Lena Lattwein   | 71' |
| 31 | DEF | Marina Hegering | 84' |
| 7  | DEL | Pauline Bremer  | 84' |

| 48' · 50' · 70' | Patri Guijarro Fridolina Rolfö | 1:2 2:2 3:2 |

| 3' · 37' | Ewa Pajor Alexandra Popp | 0:1 0:2 |

| 33' · 90+4' | Aitana Bonmatí Irene Paredes |

| 21' · 77' · 90+4' | Kathrin Hendrich Sveindís Jónsdóttir Alexandra Popp |

| Principal  | Cheryl Foster    |
| Asistentes | Michelle O'Neill |
|            | Franca Overtoom  |
| Cuarto     | Rebecca Welch    |
| Quinto     | Natalie Aspinall |

| VAR            | Massimiliano Irrati        |
| Asistentes VAR | Sian Massey-Ellis          |
|                | Maria Sole Ferrieri Caputi |

|                    |     |     |
| Tiros              | 26  | 8   |
| Tiros a puerta     | 7   | 6   |
| Faltas             | 7   | 13  |
| Saques de esquina  | 5   | 1   |
| Fueras de juego    | 2   | 1   |
| Posesión del balón | 61% | 39% |

| Alineación inicial |

| 1     | POR   | Sandra Paños           |     |
| 15    | DEF   | Lucy Bronze            |     |
| 2     | DEF   | Irene Paredes          |     |
| 4     | DEF   | María Pilar León       |     |
| 16    | DEF   | Fridolina Rolfö        |     |
| 21    | MED   | Keira Walsh            | 90' |
| 14    | MED   | Aitana Bonmatí         | 90' |
| 12    | MED   | Patri Guijarro         |     |
| 10    | DEL   | Caroline Graham Hansen | 79' |
| 9     | DEL   | Mariona Caldentey      | 79' |
| 17    | DEL   | Salma Paralluelo       | 70' |
| D. T. | D. T. | Jonatan Giráldez       |     |

| 1     | POR   | Merle Frohms        |     |
| 2     | DEF   | Lynn Wilms          | 84' |
| 4     | DEF   | Kathrin Hendrich    |     |
| 6     | DEF   | Dominique Janssen   |     |
| 13    | DEF   | Felicitas Rauch     |     |
| 5     | MED   | Lena Oberdorf       |     |
| 14    | MED   | Jill Roord          | 71' |
| 10    | MED   | Svenja Huth         |     |
| 23    | DEL   | Sveindís Jónsdóttir |     |
| 11    | DEL   | Alexandra Popp      |     |
| 9     | DEL   | Ewa Pajor           | 84' |
| D. T. | D. T. | Tommy Stroot        |     |

| 18 | DEL | Geyse                  | 70' |
| 6  | DEL | Claudia Pina           | 79' |
| 7  | DEL | Ana-Maria Crnogorčević | 79' |
| 11 | MED | Alexia Putellas        | 90' |
| 23 | MED | Ingrid Syrstad Engen   | 90' |

| 8  | MED | Lena Lattwein   | 71' |
| 31 | DEF | Marina Hegering | 84' |
| 7  | DEL | Pauline Bremer  | 84' |

| 48' · 50' · 70' | Patri Guijarro Fridolina Rolfö | 1:2 2:2 3:2 |

| 3' · 37' | Ewa Pajor Alexandra Popp | 0:1 0:2 |

| 33' · 90+4' | Aitana Bonmatí Irene Paredes |

| 21' · 77' · 90+4' | Kathrin Hendrich Sveindís Jónsdóttir Alexandra Popp |

| Principal  | Cheryl Foster    |
| Asistentes | Michelle O'Neill |
|            | Franca Overtoom  |
| Cuarto     | Rebecca Welch    |
| Quinto     | Natalie Aspinall |

| VAR            | Massimiliano Irrati        |
| Asistentes VAR | Sian Massey-Ellis          |
|                | Maria Sole Ferrieri Caputi |

|                    |     |     |
| Tiros              | 26  | 8   |
| Tiros a puerta     | 7   | 6   |
| Faltas             | 7   | 13  |
| Saques de esquina  | 5   | 1   |
| Fueras de juego    | 2   | 1   |
| Posesión del balón | 61% | 39% |

| Alineación inicial |

| 1     | POR   | Sandra Paños           |     |
| 15    | DEF   | Lucy Bronze            |     |
| 2     | DEF   | Irene Paredes          |     |
| 4     | DEF   | María Pilar León       |     |
| 16    | DEF   | Fridolina Rolfö        |     |
| 21    | MED   | Keira Walsh            | 90' |
| 14    | MED   | Aitana Bonmatí         | 90' |
| 12    | MED   | Patri Guijarro         |     |
| 10    | DEL   | Caroline Graham Hansen | 79' |
| 9     | DEL   | Mariona Caldentey      | 79' |
| 17    | DEL   | Salma Paralluelo       | 70' |
| D. T. | D. T. | Jonatan Giráldez       |     |

| 1     | POR   | Merle Frohms        |     |
| 2     | DEF   | Lynn Wilms          | 84' |
| 4     | DEF   | Kathrin Hendrich    |     |
| 6     | DEF   | Dominique Janssen   |     |
| 13    | DEF   | Felicitas Rauch     |     |
| 5     | MED   | Lena Oberdorf       |     |
| 14    | MED   | Jill Roord          | 71' |
| 10    | MED   | Svenja Huth         |     |
| 23    | DEL   | Sveindís Jónsdóttir |     |
| 11    | DEL   | Alexandra Popp      |     |
| 9     | DEL   | Ewa Pajor           | 84' |
| D. T. | D. T. | Tommy Stroot        |     |

| 18 | DEL | Geyse                  | 70' |
| 6  | DEL | Claudia Pina           | 79' |
| 7  | DEL | Ana-Maria Crnogorčević | 79' |
| 11 | MED | Alexia Putellas        | 90' |
| 23 | MED | Ingrid Syrstad Engen   | 90' |

| 8  | MED | Lena Lattwein   | 71' |
| 31 | DEF | Marina Hegering | 84' |
| 7  | DEL | Pauline Bremer  | 84' |

| 48' · 50' · 70' | Patri Guijarro Fridolina Rolfö | 1:2 2:2 3:2 |

| 3' · 37' | Ewa Pajor Alexandra Popp | 0:1 0:2 |

| 33' · 90+4' | Aitana Bonmatí Irene Paredes |

| 21' · 77' · 90+4' | Kathrin Hendrich Sveindís Jónsdóttir Alexandra Popp |

| Principal  | Cheryl Foster    |
| Asistentes | Michelle O'Neill |
|            | Franca Overtoom  |
| Cuarto     | Rebecca Welch    |
| Quinto     | Natalie Aspinall |

| VAR            | Massimiliano Irrati        |
| Asistentes VAR | Sian Massey-Ellis          |
|                | Maria Sole Ferrieri Caputi |

|                    |     |     |
| Tiros              | 26  | 8   |
| Tiros a puerta     | 7   | 6   |
| Faltas             | 7   | 13  |
| Saques de esquina  | 5   | 1   |
| Fueras de juego    | 2   | 1   |
| Posesión del balón | 61% | 39% |

| Alineación inicial |

| Trofeo de la Liga de Campeones Femenina de la UEFA |
| Bandera de España                                  |
| Campeón F. C. Barcelona 2.° título                 |

## Estadísticas

### Tabla de goleadoras
Nota: No contabilizados los partidos y goles en rondas previas.
Las jugadoras igualadas en goles marcados se ordenan primero en asistencias y luego en menor número de minutos jugados.
| \| Pos. \| Jugadora \| Goles \| Part. \| Prom. \| Club \| \| ---- \| ------------------ \| ----- \| ----- \| ----- \| ----------------- \| \| 1 \| Ewa Pajor \| 9 \| 11 \| 0.82 \| VfL Wolfsburgo \| \| 2 \| Aitana Bonmatí \| 5 \| 11 \| 0.45 \| F. C. Barcelona \| \| = \| Frida Maanum \| 5 \| 10 \| 0.5 \| Arsenal F. C. \| \| = \| Stina Blackstenius \| 5 \| 10 \| 0.5 \| Arsenal F. C. \| \| = \| Sam Kerr \| 5 \| 10 \| 0.5 \| Chelsea F. C. \| \| = \| Asisat Oshoala \| 5 \| 9 \| 0.56 \| F. C. Barcelona \| \| = \| Cloé Lacasse \| 5 \| 6 \| 0.83 \| S. L. Benfica \| \| 8 \| Fridolina Rolfö \| 4 \| 11 \| 0.36 \| F. C. Barcelona \| \| = \| Geyse Ferreira \| 4 \| 10 \| 0.4 \| F. C. Barcelona \| \| = \| Patri Guijarro \| 4 \| 10 \| 0.4 \| F. C. Barcelona \| \| = \| Melvine Malard \| 4 \| 8 \| 0.5 \| Olympique de Lyon \| \| = \| Mariona Caldentey \| 4 \| 8 \| 0.5 \| F. C. Barcelona \| \| = \| Valentina Giacinti \| 4 \| 8 \| 0.5 \| A. S. Roma \| Actualizado al último partido disputado el 3 de junio de 2023 (de acuerdo a la página oficial de la competición). |                    |       |       |       |                   |
| Pos. | Jugadora           | Goles | Part. | Prom. | Club              |
| 1 | Ewa Pajor          | 9     | 11    | 0.82  | VfL Wolfsburgo    |
| 2 | Aitana Bonmatí     | 5     | 11    | 0.45  | F. C. Barcelona   |
| = | Frida Maanum       | 5     | 10    | 0.5   | Arsenal F. C.     |
| = | Stina Blackstenius | 5     | 10    | 0.5   | Arsenal F. C.     |
| = | Sam Kerr           | 5     | 10    | 0.5   | Chelsea F. C.     |
| = | Asisat Oshoala     | 5     | 9     | 0.56  | F. C. Barcelona   |
| = | Cloé Lacasse       | 5     | 6     | 0.83  | S. L. Benfica     |
| 8 | Fridolina Rolfö    | 4     | 11    | 0.36  | F. C. Barcelona   |
| = | Geyse Ferreira     | 4     | 10    | 0.4   | F. C. Barcelona   |
| = | Patri Guijarro     | 4     | 10    | 0.4   | F. C. Barcelona   |
| = | Melvine Malard     | 4     | 8     | 0.5   | Olympique de Lyon |
| = | Mariona Caldentey  | 4     | 8     | 0.5   | F. C. Barcelona   |
| = | Valentina Giacinti | 4     | 8     | 0.5   | A. S. Roma        |

### Jugadoras con tres o más goles en un partido
| Pos. | Jugadora          | Goles | Fecha                   | Local    |                       | Resultado |                       | Visitante | Reporte   |
| ---- | ----------------- | ----- | ----------------------- | -------- | --------------------- | --------- | --------------------- | --------- | --------- |
| 1    | Sam Kerr          | 4     | 26 de octubre de 2022   | Chelsea  | Bandera de Inglaterra | 8 - 0     | Bandera de Albania    | Vllaznia  | Jornada 2 |
| 2    | Pernille Harder   | 3     | 26 de octubre de 2022   | Chelsea  | Bandera de Inglaterra | 8 - 0     | Bandera de Albania    | Vllaznia  | Jornada 2 |
| 3    | Cristiana Girelli | 4     | 15 de diciembre de 2022 | Juventus | Bandera de Italia     | 5 - 0     | Bandera de Suiza      | Zürich    | Jornada 5 |
| 4    | Frida Maanum      | 3     | 21 de diciembre de 2022 | Zürich   | Bandera de Suiza      | 1 - 9     | Bandera de Inglaterra | Arsenal   | Jornada 6 |

### Equipo de la Temporada
El panel de Observadores Técnicos de la UEFA eligió a las siguientes jugadoras como el Equipo de la Temporada.
| Portera                   | Defensas | Centrocampistas                                                                              | Delanteras                                                                                  |
| ------------------------- | --- | -------------------------------------------------------------------------------------------- | ------------------------------------------------------------------------------------------- |
| Merle Frohms (Wolfsburgo) | Lucy Bronze (F. C. Barcelona) Irene Paredes (F. C. Barcelona) Mapi León (F. C. Barcelona) Katie McCabe (Arsenal W. F. C.) | Aitana Bonmatí (F. C. Barcelona) Lena Oberdorf (Wolfsburgo) Patri Guijarro (F. C. Barcelona) | Caroline Graham Hansen (F. C. Barcelona) Alexandra Popp (Wolfsburgo) Ewa Pajor (Wolfsburgo) |

### Rendimiento general
Nota: No contabilizadas las estadísticas en rondas previas.
| Club | Club                | Pts. | PJ | PG | PE | PP | GF | GC | Dif. | Rend.  |
| ---- | ------------------- | ---- | -- | -- | -- | -- | -- | -- | ---- | ------ |
| 1    | Barcelona           | 28   | 11 | 9  | 1  | 1  | 40 | 10 | +30  | 84.85% |
| 2    | Wolfsburgo          | 22   | 11 | 6  | 4  | 1  | 28 | 13 | +15  | 66.67% |
| 3    | Chelsea             | 20   | 10 | 6  | 2  | 2  | 22 | 5  | +17  | 66.67% |
| 4    | Arsenal             | 17   | 10 | 5  | 2  | 3  | 25 | 11 | +14  | 56.67% |
| 5    | Bayern Múnich       | 18   | 8  | 6  | 0  | 2  | 15 | 9  | +6   | 75%    |
| 6    | Olympique Lyon      | 14   | 8  | 4  | 2  | 2  | 12 | 8  | +4   | 58.33% |
| 7    | Roma                | 13   | 8  | 4  | 1  | 3  | 17 | 14 | +3   | 54.17% |
| 8    | Paris Saint-Germain | 10   | 8  | 3  | 2  | 3  | 12 | 7  | +5   | 41.67% |
| 9    | Juventus            | 9    | 6  | 2  | 3  | 1  | 9  | 3  | +6   | 50%    |
| 10   | Real Madrid         | 8    | 6  | 2  | 2  | 2  | 9  | 6  | +3   | 44.44% |
| 11   | Benfica             | 6    | 6  | 2  | 0  | 4  | 8  | 21 | -13  | 33.33% |
| 12   | St. Pölten          | 4    | 6  | 1  | 1  | 4  | 7  | 22 | -15  | 22.22% |
| 13   | Slavia Praga        | 2    | 6  | 0  | 2  | 4  | 1  | 8  | -7   | 11.11% |
| 14   | Rosengård           | 0    | 6  | 0  | 0  | 6  | 3  | 20 | -17  | 0%     |
| 15   | Zürich              | 0    | 6  | 0  | 0  | 6  | 2  | 26 | -24  | 0%     |
| 16   | Vllaznia            | 0    | 6  | 0  | 0  | 6  | 1  | 28 | -27  | 0%     |